# وندی کارلوس
وندی کارلوس (انگلیسی: Wendy Carlos؛ زادهٔ ۱۴ نوامبر ۱۹۳۹ پاتاکیت، رود آیلند) موسیقی‌دان و آهنگساز اهل ایالات متحده آمریکا است. 
او با ساخت آلبوم باخ روشن‌شده به موفقیت و اعتبار زیادی به دست آورد و علاوه بر موفقیت تجاری به جوایز ارزشمندی از جمله ۴ جایزه گرمی دست یافت.
او یک زن ترنس است.